# クラスノエ駅
クラスノエ駅（クラスノエえき、ロシア語:Красное）は、ロシアベルゴロド州クラスノエ地区クラスノエにあるロシア鉄道（РЖД）の鉄道駅。ベラルーシとの国境に近く、国境を越えた先にはシュホーフツィ駅がある。

## 隣の駅
ロシア鉄道　
モスクワ・スモレンスク鉄道　
478km駅 - クラスノエ駅 - （国境） -  シュホーフツィ駅　